# Rhipicephalus rossicus
Rhipicephalus rossicus är en fästingart som beskrevs av Yakimov och Kol-Yakimova 1911. Rhipicephalus rossicus ingår i släktet Rhipicephalus och familjen hårda fästingar. Inga underarter finns listade i Catalogue of Life.